# Бања Диреклија (Бања Лука)
Бања Диреклија један је од објеката у Градитељској целини - Бање у махали Илиџа у Горњем Шехеру у Бања Луци, данас Месна заједница Српске Топлице, проглашена за националним споменик Републике Српске и Босне и Херцеговине. Настала је уз изворе термалне воде (просечне температуре износе од 33° до 36 °C), усечена у стени, а сам простор у ком се налази бања најсличнији је мањој пећини. 

## Назив
Бања Диреклија је овај назив добила по два камена дирека или стубова, који су некад стајали као довратници на улазу у бању. Постоји податак да су као стубови који су подупирали улаз били употребљени римски миљокази, од којих се један од миљоказа данас налази у тврђави Кастел, а да је други разбијен.

## Заштита
Одлуком Комисија за очување националних споменика, на основу члана V став 4 Анекса 8 Општег оквирног споразума за мир у Босни и Херцеговини и члана 39 став 1 Пословника о раду Комисије за очување националних споменика, на седници одржаној од 25. до 31. јануара 2005. године Бања Диреклија је као део Градитељска целина - Бање у махали Илиџа у Горњем Шехеру, Бања Лука, прогласила за национални споменик Босне и Херцеговине.

## Положај
Бања Диреклија се у оквиру комплекс бања у Горњем Шехеру који налази у махали Илиџа на десној обали Врбаса, који у овом делу губи особине планинске и поприма особине равничарске реке, налази се у просторном обухвату дефинисаном следећим границама:
- са северозападне стране је ограничен коритом ријеке Врбас дужине око 200 метра низводно од новог гвозденог моста, те границом Улице Од Змијања Рајка (ранији назив: Улица браће Алагић) у дужини око 100 м југозападно од моста;
- југозападном границом к.ч. број 662, к.о. Бања Лука III-8 (парцела на којој се налази Бањско-рекреациони центар “Шехер”);
- на југоисточној стран природном границом преласка обронака Шехитлука у равничарски део, са обронцима Бањ брда (стари назив Шехетлуци), обрасли храстом, грабом и црним бором.
- на североисточној страни к.ч. број 700, к.о. Бања Лука III-8 (Хаџи-Исаковића кућом).

До бање се долази стазом која се падином корита Врбаса спушта десно од Улице Од Змијања Рајка (стари назив: Браће Алагић) до саме речне обале. Стрми пад стазе је савладан степеницама чија су газишта каменови укопани у тло. Њима се спушта непосредно уз саму реку Врбас до бање Диреклије сличне мањој пећини.

## Историја

### Антика
Због повољних привредних и географских услова који су постојали на ширем простору данашње Бања Луке Римљани су, уз главни римски друм   Salona - Servitium, изградили неколико познатих римских насеља у којима су биле путне станице (лат. mansiones, mutationes):
- Lamatis (Крупа на Врбасу),
- Castra (Бања Лука),
- Ad Ladios  (Трн, насеље 9 км удаљено од Бања Луке),
- Ad Fines (Лакташи).

Постојање ових римских насеља утврђено је самдесетих година 20. века, приликом радова на изградњи Бањско-рекреационог центра Горњи Шехер, данас Српске Топлице када је откривено око 600 комада римских бакрених новчића који се повезују са коришћењем термалних вода и указују на обичај stipem iacere (римски обичај бацања новчића у изворе воде у славу божанства или здравља императора). Откриће новчића из периода Римске републике и Римског царства  (лат. Numerijanov antonijan-Numerianus antoninianus), указује на претпоставку да је на овом простору римски новац био у оптицају већ у другом веку старе ере, као и да је остао у оптицају све до Валентинијана Првог (365. године).

### Османски период
Подручје са сумпорним врелима помиње се 1554. године у Софи Мехмед-пашиној вакуфнами под називом Илиџа, а затим у попису махала 1604. године у ком се помиње џамија-Илиџанска, чији се оснивач Махмуд Челеби. На том месту развила се истоимена махала са џамијом, а знатно касније и мектеб. Изградња Софи Мехмед-пашиних задужбина на десној обали Врбаса, као и изградња моста који је повезао, раније изграђену, Хункарија (Цареву) чаршију на левој обали Врбаса са Софи Мехмед-пашином махалом били су велики подстрек урбанистичком развоју Доњег Шехера. Низводно, низ Врбас, формиране су махале:
- Осман-шахова,
- Календарија (Шиникова),
- Ситарска махала и махала Табаци (из које, касније, настају две махале: Горњи и Доњи Табаци),
- Махала Илиџа, узводно уз Врбас
- Царева махала,
- Хаџибегзаде махала, на Грабу,
- Џаферагина махала, на Грабу.

Између Врбаса и брда Шехитлука, на локалитету Илиџа, развија се истоимена махала која добија назив према лековитим термалним изворима(7) између којих је ишао поток топле воде, спуштајући се у Врбас.
Најстарији објекти махале Илиџа који су били изграђени имали су наткривени базен-хауз. Сви хаузи су били међусобно спојени потоком топле воде на коме су били дрвени мостићи, а уз саму обалу, и два мања зидана млина.
Термална врела која се налазе на на 11 локација целом потезу махале Илиџа, а која су се користила, или се користе, као топле купке, су:
1. Ебин хауз,
2. Маслин хауз (или Гушића бања),
3. Хекерин хауз у башти Бисере Шеранић,
4. Хауз уз кућу Бисере Шеранић,
5. Демировића бања,
6. Османчевића бања,
7. Базенчић уз кућу Зеире Шеранић,
8. Жбана,
9. Бања Диреклија,
10. Шугавица,
11. Краљичина Илиџа.

У близи ушћа потока у Врбас, била су два мања зидана млина, која су могла да раде и за време великих зима. Један млин је био својина Мухамеда Шеранића, а други се звао Мансеров. Набујале воде Врбаса су неколико пута уништавале и односиле млинове, ступе, табачке направе и мостове(9) изграђене на реци Врбас, а наведени млинови страдали у поплави која се догодила у периоду између 1903. године и Првог светског рата.

### Период Аустроугарске владавине
За време аустроугарске владавине махала Илиџа није доживела неке веће промене. На месту на коме је Врбас најужи, након 1880. године, саграђени су:
- мост челичне решеткасте конструкције,[а]
- војно купатило Жбана
- неколико објеката у аустријском провинцијском стилу: куће Гушића, Хаџиалића, Лиховића и Бисере Шеранић,
- неколико занатских и трговачких радњи (кафана Александера Голдбахера, кафана Карла Голдбахера у кући „Хладари” поред моста на Врбасу, Бајагиловића дућан у Хаџиалића кући, Менсерова кафана  „Земаљска кугла”, обућарска радња Мустафе Трокића) које су касније затворене или су објекти у којима су се налазиле порушени у каснијем периоду.

Минбер (становници Бање Луке су је називали  „мала мунарица” или  „акшамлија” ) и михраб мусале су срушени 1935. године.
Илиџанска џамија је срушена 1948. године. Имала је дрвену мунару и улазни трем са софама и била покривена кровом на четири воде.

У писаним изворима се наводи да су...
...приликом археолошких ископавања 1983. откривени темељи џамије грађени у три реда камена, као шупљи зид (Фототека и планотека Завода за заштиту споменика културе и природе Бањалука.
Ова ископавања се доводе у везу са изградњом Бањско-рекреационог центра Горњи Шехер.

### Друга половина 20. века
Године 1989. на простору махала изграђена је Улица браће Алагић (данашњи назив улице: Од Змијања Рајка), којом се подиже ниво терена, покрива поток и руше мостићи.

## Опис добра
Непосредно уз саму реку Врбас бања Диреклија усечена је у стенску масу, а сам простор у ком се налази бања најсличнији је мањој пећини.
Испред пећине и лево од ње, налази се мањи претпростор, ширине око 2,80 метара, у чијем партеру се некада налазила камена клупа за одмор корисника бање од које су се данас задржали само камени постаменти.
Сам простор пећине у којој се налазила бања дубок је око 230 cm и висок 190 до 215 cm. Тај простор је био зазидан спољним зидом ширине око 180 cm и висине око 225 cm, у коме су била гвоздена врата са полукружним завршетком висока око 170 cm и један мањи вентилациони правоугаони отвор димензија око 20 x 20 cm, постављен на висини од отприлике 180 cm од нивоа пода.
У подној површини унутар бање је исклесана, или издубљена стена у форми каде ширине 90 cm, дубине око 50 cm и дужине 140 cm. Врх каде је око 23 cm и постављен више у односу на подну површину.
Задњих године ове када се не употребљава, а током децембра 2004. године уочен је евидентан снажан самоприлив воде.

## Стање заштите
Локалитет ове бање се неадекватно одржава.